# عظیم‌آباد (بردسکن)
عظیم‌آباد نام روستایی از توابع بخش شهرآباد شهرستان بردسکن در استان خراسان رضوی است. این روستا در دهستان جلگه قرار دارد و براساس سرشماری سال ۱۳۸۵ جمعیت آن ۱۰۷۵ نفر (۲۸۷ خانوار) بوده است.